# Jesús Galdeano
Jesús Galdeano (nascido em Igúzquiza, Navarra o 6 de janeiro de 1932, falecido a 7 de maio de 2017) foi um ciclista espanhol que competiu profissionalmente entre os anos 1951 e 1963, durante os que conseguiu 26 vitórias. Um de seus irmãos também foi ciclista profissional Francisco Javier Galdeano, mas de um nível menor, conseguindo uma única vitória profissional.
Era um corredor que andava bem em todos os terrenos, conseguindo um grande número de vitórias em carreiras regionais. Até a chegada de Miguel Indurain, era junto a Carlos Echeverría para muitos o melhor ciclista navarro da história depois de Mariano Cañardo, destacando em suas actuações na Volta a Espanha onde conseguiu três vitórias de etapa, além de portar o maillot de líder na edição de 1960.
Teve uma grande rivalidade com seus paisanos os irmãos Vidaurreta, Hortensio, Félix e Miguel. Graças a esta rivalidade o ciclismo navarro da época revigorou-se, sendo o povo natural de todos eles, Igúzquiza, o epicentro do mesmo.
Faleceu a 7 de maio de 2017 à idade de 84 anos depois de lutar contra o Parkinson durante 7 anos.

## Palmarés
| 1952 - Campeonato de Navarra - G.P. Llodio 1954 - 2º Campeonato da Espanha de regiões contrarrelógio (com Navarra) 1955 - 2 etapas na Volta a Andaluzia - Campeonato Basco-Navarro de Montanha (hoje G.P. Miguel Indurain) - 1 etapa da Volta a Espanha - 3º Campeonato da Espanha de regiões contrarrelógio (com Navarra) 1956 - Campeonato Basco Navarro - 1 etapa Bicicleta Eibarresa | 1957 - 1 etapa Volta a Levante 1959 - Circuito Montañés, mais 2 etapas - 3º Campeonato da Espanha em estrada 1960 - 1 etapa da Volta a Espanha 1961 - 1 etapa da Volta a Espanha - 1 etapa Volta a Levante |

## Resultados em Grandes Voltas e Campeonato do Mundo
Durante a sua carreira desportiva tem conseguido os seguintes postos nas Grandes Voltas e nos Campeonatos do Mundo em estrada:
| Carreira           | 1955 | 1956 | 1957 | 1958 | 1959 | 1960 | 1961 | 1962 | 1963 |
| ------------------ | ---- | ---- | ---- | ---- | ---- | ---- | ---- | ---- | ---- |
| Giro d'Italia      | -    | Ab.  | 63º  | 38º  | -    | 80º  | 50º  | Ab.  | 60º  |
| Tour de France     | -    | -    | -    | 59º  | Ab.  | Ab.  | -    | -    | -    |
| Volta a Espanha    | Ab.  | 33º  | 34º  | Ab.  | 10º  | 21º  | 25º  | -    | -    |
| Mundial em Estrada | -    | -    | Ab.  | -    | -    | -    | -    | -    | -    |

-: Não participa

Ab.: Abandono

## Equipas
- Independente (1951-1954)
- Gama (1955)
- Faema (1956-1961)
- Ghigi (1962)
- Cite (1963)